# Louis Troye
Louis Charles Florent Marie Stanislas Auguste Troye, né le 30 mars 1804 à Charleroi et mort le 29 octobre 1875 château de la Pasture (Marbaix-la-Tour), est un homme politique belge.

## Biographie
Louis Troye est le fils de Charles Stanislas Troye et d'Isabelle du Wooz. Marié à Zoé Drion (tante d'Octave Pirmez), il est le beau-père de Jean-Baptiste T'Serstevens et le grand-père de Fernande de Cartier de Marchienne (en) (mère de Marguerite Yourcenar).
Après avoir suivi ses études de droit à l'Université de Liège, il est juge de paix à Thuin de 1829 à 1845. Il est élu membre de la Chambre des représentants de Belgique de 1834 à 1849, par l'arrondissement de Thuin, dont il est le commissaire d'arrondissement de 1845 à 1848.
Le 13 avril 1849, le roi le nomme gouverneur de la province de Hainaut, fonctions qu'il conserve jusqu'en 1870. 
À son sujet, son successeur le duc d'Ursel déclara que « nul homme ne fut plus étranger que lui à toute menée ambitieuse, à toute intrigue politique ; pendant vingt-et-un ans, il a mis au service de cette province toute son activité, toute son énergie ; il fut le promoteur ardent et le défenseur chaleureux des nombreuses améliorations accomplies, commencées ou préparées dans tous les services provinciaux, de 1849 à 1870. Nous rappellerons entre autres que notre province doit à son initiative l’excellente « Instruction générale » destinée à faciliter le travail des administrateurs des communes et des établissements publics du Hainaut. Son activité et son habitude du travail suffirent à tout ». 
Son buste se trouve dans la salle des séances du conseil provincial du Hainaut.

## Mandats et fonctions
- Membre de la Chambre des représentants de Belgique : 1834-1849
- Conseiller communal de Thuin : 1840-1844
- Commissaire de l'arrondissement de Thuin : 1845-1848
- Gouverneur de la province de Hainaut : 1851-1870

## Sources
- Jean-Luc De Paepe & Christiane Raindorf-Gerard, Le Parlement Belge, 1831-1894, Bruxelles, 1996.
- E. Matthieu, Biographie du Hainaut, Mons, A. Spinet, 1903, t. II, p. 380
- TROYE Louis (1804-1875)